# Axel Metzger
Axel Metzger (* 24. Mai 1971 in Mainz) ist ein deutscher Rechtswissenschaftler und seit Oktober 2014 Inhaber des Lehrstuhls für Bürgerliches Recht und Immaterialgüterrecht, insbesondere Gewerblicher Rechtsschutz, an der Humboldt-Universität zu Berlin. Er war Gründungsdirektor des Weizenbaum-Instituts für die vernetzte Gesellschaft von 2017 bis 2019.

## Werdegang
Metzger studierte von 1993 bis 1998 an der Universität Hamburg und der Université Paris 1 Panthéon-Sorbonne Rechtswissenschaften und absolvierte 1998 sein Erstes Staatsexamen. Von 1999 bis 2001 war er Doktorand an der Ludwig-Maximilians-Universität München und der Universität Paris 2 Panthéon-Assas und wurde in München mit einer Dissertation mit dem Titel Rechtsgeschäfte über das Droit moral im deutschen und französischen Urheberrecht promoviert (Betreuer: Gerhard Schricker). Er war zudem Doktorand am Max-Planck-Institut für Geistiges Eigentum.
Im Anschluss an das Referendariat mit Stationen in den Niederlanden und Hamburg (2000–2002) legte Metzger sein Zweites Staatsexamen ab. Darüber hinaus war Metzger von 2001 bis 2007 Referent am Max-Planck-Institut für ausländisches und internationales Privatrecht in Hamburg.
An der Harvard Law School absolvierte Metzger von 2005 bis 2006 ein Masterstudium und erwarb den akademischen Grad eines Master of Laws (LL.M.). Es folgte 2008 die Habilitation an der Universität Hamburg mit dem Titel Extra legem, intra ius: Allgemeine Rechtsgrundsätze im europäischen Privatrecht (Betreuer: Jürgen Basedow). Metzger erhielt die Venia Legendi für Bürgerliches Recht, Wirtschaftsrecht, insbesondere Recht des Geistigen Eigentums, Internationales Privatrecht und Rechtsvergleichung sowie Juristische Methodenlehre.
Im selben Jahr wurde Metzger zum Professor an der Juristischen Fakultät der Gottfried Wilhelm Leibniz Universität Hannover ernannt. 2014 nahm er den Ruf an die Juristische Fakultät der Humboldt-Universität zu Berlin an. Dort nimmt er seit 2022 das Amt des Dekans wahr. Als Gastprofessor lehrte er zudem 2011 an der Universität Basel, 2012 an der Bucerius Law School in Hamburg und 2016 an der Tongji-Universität Shanghai.

## Mitgliedschaften und Ämter
Seit 2021 leitet Metzger den Wissenschaftsausschuss der Deutschen Vereinigung für Gewerblichen Rechtsschutz und Urheberrecht (GRUR e.V.). Metzger ist Mitglied der Fachausschüsse für Urheber- und Verlagsrecht für den Schutz von Pflanzenzüchtungen der GRUR und sitzt zudem im Gesamtvorstand der Vereinigung. Er war von 2010 bis 2014 Mitglied im Vorstand der Deutschen Gesellschaft für Recht und Informatik (DGRI) und leitet 2014 die DGRI-Schlichtungsstelle IT. Seit 2016 ist er Mitglied der European Copyright Society. Er ist seit 2001 Gründungsmitglied des Instituts für Rechtsfragen der Freien und Open Source Software (ifrOSS).

## Tätigkeitsschwerpunkte
Metzgers Forschungsschwerpunkte liegen im Immaterialgüterrecht und hier insbesondere im Gewerblichen Rechtsschutz. Zu dem langjährigen Forschungsprojekt zu innovativen Entwicklungs- und Vertriebsmodellen im Bereich Software, insbesondere auch zu Open Source Lizenzmodellen, sind seit 2014 eine Reihe von Veröffentlichungen zur Rolle von Patent- und Sortenschutzrechten bei der Entwicklung innovativer Pflanzen getreten. In den letzten Jahren forscht Metzger auch verstärkt im Bereich der Rechtsfragen von Datenmärkten und den angrenzenden Gebieten des Privatrechts. Die dadurch aufgeworfenen Forschungsfragen werden interdisziplinär und mit besonderem Fokus auf internationale Fragestellungen bearbeitet.
Neben seiner Tätigkeit in Forschung und Lehre ist Metzger in der Beratung im Rahmen von Gesetzgebungsverfahren auf nationaler und europäischer Ebene und als Gutachter in Gerichtsverfahren, für Regierungsstellen, Branchenverbände, internationaler Organisationen und NGOs tätig. Er wurde mehrfach als Sachverständiger zu Anhörungen des Deutschen Bundestags eingeladen.

## Schriften (Auswahl)

### Herausgeberschaften
- Beck’scher Online-Kommentar Patentrecht (BeckOK PatR),C.H.Beck, Herausgeber mit Uwe Fitzner / Sebastian Kubis / Theo Bodewig ab 2024
- Geistiges Eigentum und Wettbewerbsrecht (Schriftenreihe), Mohr Siebeck, Herausgeber mit Peter Heermann / Ansgar Ohly / Olaf Sosnitza seit 2023
- Intellectual Property Beyond Borders, Cambridge University Press, Herausgeber mit Henning Große Ruse-Khan 2022
- Sortenschutzrecht C.H.Beck, Herausgeber mit Herbert Zech 2016
- Free and Open Source Software (FOSS) and other Alternative License Models: A Comparative Analysis, Springer International Publishing, Herausgeber 2016
- JIPITEC - Journal of Intellectual Property, Information Technology and E-Commerce Law, Gründungsherausgeber seit 2010

### Selbstständige Schriften
- Patentrecht: Mit Gebrauchsmuster- und Sortenschutzrecht, C.F. Müller-Verlag, 5. Auflage 2023
- Open Source Software - Rechtliche Rahmenbedingungen der Freien Software, C.H.Beck, gemeinsam mit Till Jaeger, 5. Auflage 2020
- Extra legem, intra ius: Allgemeine Rechtsgrundsätze im europäischen Privatrecht, Mohr Siebeck Verlag 2009
- Rechtsgeschäfte über das Droit moral im deutschen und französischen Urheberrecht, Verlag C.H.Beck 2001

### Aufsätze und Buchbeiträge
- Datenschutz und Datenmarkt: Grundzüge einer Marktordnung für die europäische Datenwirtschaft, Zeitschrift für die gesamte Privatrechtswissenschaft (ZfPW), gemeinsam mit Heike Schweitzer und Gerhard Wagner 2023
- A Comprehensive Approach to Plant Variety Rights and Patents in the Field of Innovative Plants, in: Godt/Lamping (eds.) A Critical Mind – Hanns Ullrich's Footprint in Internal Market Law, Antitrust and Intellectual Property, gemeinsam mit Herbert Zech 2023
- Data Access Under the Draft Data Act, Competition Law and the DMA: Opening the Data Treasures for Competition and Innovation?, GRUR-Int. 2023, 337–357, gemeinsam mit Heike Schweitzer 2023
- Kommentierung von §§ 336-345 BGB (Vertragsstrafe) und § 346-354 BGB (Rücktritt), in: Erman (Begr.), Bürgerliches Gesetzbuch, Verlag Dr. Otto Schmidt, 17. Auflage 2023
- Shaping Markets: A Critical Evaluation of the Draft Data Act, Zeitschrift für Europäisches Privatrecht (ZEuP), gemeinsam mit Heike Schweitzer 2023
- Zwischen Wissenschaft, Praxis und Politik: Wie Juristen Gesetzgebungsverfahren in Fachzeitschriften begleiten, Zeitschrift für Rechtssoziologie (ZfRS) gemeinsam mit Simon Schrör 2022
- Interpretation of IP Treaties in Accordance with Art 31-33 VCLT: A Case Study on the Practice of the European Patent Office, in: Große Ruse-Khan/Metzger, Intellectual Property Beyond Borders 2022
- Kommentierung von §§ 327-327u BGB (Verträge über digitale Produkte), in: Münchener Kommentar zum BGB – Band 3, C.H.Beck, 9. Aufl. 2022
- The Determinants of COVID-19 Vaccine Development Success (WIPO-Study), Comments on the report prepared by Rena Conti 2022
- Die finale Version des UrhDaG – Auf die Plätze, filtern, los?, gemeinsam mit Timm Pravemann, Zeitschrift für Urheber- und Medienrecht (ZUM) 2021
- Understanding Article 17 of the EU Directive on Copyright in the Digital Single Market – An Overview of Central Features of the New Regulatory Approach, 67 Journal of the Copyright Society of the USA, gemeinsam mit Martin Senftleben 2021
- COVID-19 als Herausforderung für das Patentrecht und die Innovationsförderung, GRUR 2020, 561–569 gemeinsam mit Herbert Zech 2020
- Das Einspruchsverfahren als politische Arena: Zur Rolle von NGOs im Patentrecht, in: Metzger (Hrsg.), Methodenfragen des Patentrechts, Theo Bodewig zum 70. Geburtstag 2018